# دومینیک درکسلر
دومینیک درکسلر (انگلیسی: Dominick Drexler؛ زادهٔ ۲۶ مهٔ ۱۹۹۰) بازیکن فوتبال اهل آلمان است.
از باشگاه‌هایی که در آن بازی کرده‌است می‌توان به باشگاه فوتبال هولشتاین کیل، باشگاه فوتبال وی‌اف‌آر آلن، باشگاه فوتبال کلن، باشگاه فوتبال گروتر فورث، باشگاه فوتبال قوت-وایس ارفورت، باشگاه فوتبال بایر ۰۴ لورکوزن، و باشگاه فوتبال میتیولن اشاره کرد.